# Венцислав Спасов
Венцислав Спасов е бивш български футболист, нападател на Доростол (голмайстор на отбора през 1994/95 с 10 гола в Б група). Финалист за Купата на Съветската армия през 1984 г.
Учител по физическо възпитание и спорт в 38-о основно училище „Васил Априлов“ в София.